# Piazza Verdi (Bologna)
Piazza Verdi, dedicata al musicista italiano Giuseppe Verdi, è una piazza nel centro storico di Bologna, che si trova nel cuore della zona universitaria. 

## Storia
Sorta nel XV secolo come spiazzo prospiciente il Palazzo Bentivoglio, inizialmente prese nome dalla stessa famiglia nobiliare, fino a quando la loro residenza venne distrutta nel 1506. Nel XVIII secolo veniva chiamata Piazza di Santa Cecilia, per via della presenza della parrocchiale di Santa Cecilia, che si affaccia sullo stesso lato di San Giacomo.
Per lungo tempo la piazza non è stata accreditata dall'odonomastica ufficiale, venendo considerata parte di Via Zamboni; ricevette l'intitolazione al celebre compositore soltanto nel 1951.

## Descrizione
Fa angolo con la piazza il Palazzo Paleotti, al civico 25 di via Zamboni. Nella piazza ha sede il Teatro Comunale di Bologna, che a sua volta fa angolo con Largo Respighi. Sul lato sud-ovest corre un tratto di mura della seconda cerchia (riportato alla luce nel 1906) e vi sorge l'abside della Basilica di San Giacomo Maggiore. Gli edifici sul lato sud-est invece ospitavano le antiche scuderie dei Bentivoglio.
Provenendo dalle Due Torri lungo Via Zamboni, la piazza viene raggiunta dopo aver superato un'altra piazza dedicata a un musicista, Piazza Rossini, in cui ha invece sede il conservatorio di Bologna.
La piazza, soprattutto nel periodo estivo, è utilizzata per manifestazioni culturali all'aperto.